# Малиновка (Широковский район)
Малиновка (укр. Малинівка) — село,
Новомалиновский сельский совет,
Широковский район,
Днепропетровская область,
Украина.
Код КОАТУУ — 1225886606. Население по переписи 2001 года составляло 39 человек .

## Географическое положение
Село Малиновка находится на расстоянии в 2,5 км от сёл Зелёный Став и Широкая Долина.
По селу протекает пересыхающий ручей с запрудой.